# Freestyleskiën op de Olympische Winterspelen 2014 - Skicross vrouwen
Het onderdeel skicross voor vrouwen tijdens de Olympische Winterspelen 2014 vond plaats op 21 februari 2014 in het Rosa Choetor Extreme Park in Krasnaja Poljana. Regerend olympisch kampioen was de Canadese Ashleigh McIvor.

## Tijdschema
| Datum       | Lokale tijd | MET   | Ronde        |
| ----------- | ----------- | ----- | ------------ |
| 21 februari | 11:45       | 08:45 | Kwalificatie |
| 21 februari | 13:30       | 10:30 | Finale       |

## Uitslag

### Plaatsingsronde
| #  | Bib | Naam                     | Land        | Tijd    | Verschil | Opm. |
| -- | --- | ------------------------ | ----------- | ------- | -------- | ---- |
| 1  | 13  | Kelsey Serwa             | Canada      | 1:21.45 |          | Q    |
| 2  | 8   | Ophélie David            | Frankrijk   | 1:21.46 | +0.01    | Q    |
| 3  | 6   | Marielle Thompson        | Canada      | 1:21.56 | +0.11    | Q    |
| 4  | 16  | Anna Holmlund            | Zweden      | 1:22.21 | +0.76    | Q    |
| 5  | 4   | Marte Høie Gjefsen       | Noorwegen   | 1:22.33 | +0.88    | Q    |
| 6  | 14  | Sanna Lüdi               | Zwitserland | 1:22.37 | +0.92    | Q    |
| 7  | 17  | Jorinde Müller           | Zwitserland | 1:22.46 | +1.01    | Q    |
| 8  | 12  | Georgia Simmerling       | Canada      | 1:22.52 | +1.07    | Q    |
| 9  | 18  | Anna Wörner              | Duitsland   | 1:22.95 | +1.50    | Q    |
| 10 | 3   | Sandra Näslund           | Zweden      | 1:23.28 | +1.83    | Q    |
| 11 | 20  | Katya Crema              | Australië   | 1.23.47 | +2.02    | Q    |
| 12 | 15  | Katrin Müller            | Zwitserland | 1:23.85 | +2.40    | Q    |
| 13 | 11  | Katrin Ofner             | Oostenrijk  | 1:24.10 | +2.65    | Q    |
| 14 | 27  | Joelia Livinskaja        | Rusland     | 1:24.21 | +2.76    | Q    |
| 15 | 10  | Heidi Zacher             | Duitsland   | 1:24.24 | +2.79    | Q    |
| 16 | 1   | Fanny Smith              | Zwitserland | 1:24.61 | +3.16    | Q    |
| 17 | 9   | Marielle Berger Sabbatel | Frankrijk   | 1:24.62 | +3.17    | Q    |
| 18 | 5   | Karolina Riemen          | Polen       | 1:24.86 | +3.41    | Q    |
| 19 | 7   | Alizée Baron             | Frankrijk   | 1:25.20 | +3.75    | Q    |
| 20 | 26  | Andrea Zemanova          | Tsjechië    | 1:25.96 | +4.51    | Q    |
| 21 | 21  | Anastasia Tsjirtsova     | Rusland     | 1:25.99 | +4.54    | Q    |
| 22 | 22  | Marion Josserand         | Frankrijk   | 1:26.61 | +5.16    | Q    |
| 23 | 2   | Andrea Limbacher         | Oostenrijk  | 1:26.88 | +5.43    | Q    |
| 24 | 23  | Christina Staudinger     | Oostenrijk  | 1:28.30 | +6.85    | Q    |
| 25 | 19  | Sami Kennedy-Sim         | Australië   | 1:38.51 | +17.06   | Q    |
| 26 | 25  | Jenny Owens              | Australië   | 1:59.84 | +38.39   | Q    |
| 27 | 24  | Nicol Kucerova           | Tsjechië    | DNF     | DNF      | Q    |
| 28 | 29  | Stephanie Joffroy        | Chili       | DNF     | DNF      | Q    |

### Achtste finales
Heat 1
| # | Bib | Naam                     | Land | Opm. |
| - | --- | ------------------------ | ---- | ---- |
| 1 | 1   | Kelsey Serwa             | CAN  | Q    |
| 2 | 16  | Fanny Smith              | SUI  | Q    |
| 3 | 17  | Marielle Berger Sabbatel | FRA  |      |

Heat 2
| # | Bib | Naam                 | Land | Opm. |
| - | --- | -------------------- | ---- | ---- |
| 1 | 8   | Georgia Simmerling   | CAN  | Q    |
| 2 | 9   | Anna Wörner          | GER  | Q    |
| 3 | 24  | Christina Staudinger | AUT  |      |
| 4 | 25  | Sami Kennedy-Sim     | AUS  | DNF  |

Heat 3
| # | Bib | Naam                 | Land | Opm. |
| - | --- | -------------------- | ---- | ---- |
| 1 | 12  | Katrin Müller        | SUI  | Q    |
| 2 | 28  | Stephanie Joffroy    | CHI  | Q    |
| 3 | 5   | Marte Høie Gjefsen   | NOR  |      |
| 4 | 21  | Anastasia Tsjortsova | RUS  | DNF  |

Heat 4
| # | Bib | Naam            | Land | Opm. |
| - | --- | --------------- | ---- | ---- |
| 1 | 4   | Anna Holmlund   | SWE  | Q    |
| 2 | 13  | Katrin Ofner    | AUT  | Q    |
| 3 | 20  | Andrea Zemanova | CZE  |      |

Heat 5
| # | Bib | Naam              | Land | Opm. |
| - | --- | ----------------- | ---- | ---- |
| 1 | 3   | Marielle Thompson | CAN  | Q    |
| 2 | 14  | Joelia Livinskaja | RUS  | Q    |
| 3 | 19  | Alizee Baron      | FRA  |      |

Heat 6
| # | Bib | Naam             | Land | Opm. |
| - | --- | ---------------- | ---- | ---- |
| 1 | 6   | Sanna Lüdi       | SUI  | Q    |
| 2 | 11  | Katya Crema      | AUS  | Q    |
| 3 | 27  | Nicol Kucerová   | CZE  |      |
| 4 | 22  | Marion Josserand | FRA  |      |

Heat 7
| # | Bib | Naam             | Land | Opm. |
| - | --- | ---------------- | ---- | ---- |
| 1 | 10  | Sandra Näslund   | SWE  | Q    |
| 2 | 26  | Jenny Owens      | AUS  | Q    |
| 3 | 23  | Andrea Limbacher | AUT  |      |
| 4 | 7   | Jorinde Müller   | SUI  | DNF  |

Heat 8
| # | Bib | Naam            | Land | Opm. |
| - | --- | --------------- | ---- | ---- |
| 1 | 2   | Ophélie David   | FRA  | Q    |
| 2 | 18  | Karolina Riemen | POL  | Q    |
| 3 | 15  | Heidi Zacher    | GER  |      |

### Kwartfinales
Heat 1
| # | Bib | Naam               | Land | Opm. |
| - | --- | ------------------ | ---- | ---- |
| 1 | 1   | Kelsey Serwa       | CAN  | Q    |
| 2 | 16  | Fanny Smith        | SUI  | Q    |
| 3 | 8   | Georgia Simmerling | CAN  | DNF  |
| 4 | 9   | Anna Wörner        | GER  | DNF  |

Heat 2
| # | Bib | Naam              | Land | Opm. |
| - | --- | ----------------- | ---- | ---- |
| 1 | 13  | Katrin Ofner      | AUT  | Q    |
| 2 | 4   | Anna Holmlund     | SWE  | Q    |
| 3 | 12  | Katrin Müller     | SUI  |      |
| 4 | 28  | Stephanie Joffroy | CHI  | DNF  |

Heat 3
| # | Bib | Naam              | Land | Opm. |
| - | --- | ----------------- | ---- | ---- |
| 1 | 3   | Marielle Thompson | CAN  | Q    |
| 2 | 11  | Katya Crema       | AUS  | Q    |
| 3 | 14  | Joelia Livinskaja | RUS  |      |
| 4 | 6   | Sanna Lüdi        | SUI  | DNF  |

Heat 4
| # | Bib | Naam            | Land | Opm. |
| - | --- | --------------- | ---- | ---- |
| 1 | 2   | Ophélie David   | FRA  | Q    |
| 2 | 10  | Sandra Näslund  | SWE  | Q    |
| 3 | 26  | Jenny Owens     | AUS  |      |
| 4 | 18  | Karolina Riemen | POL  | DNF  |

### Halve finales
Heat 1
| # | Bib | Naam          | Land | Opm. |
| - | --- | ------------- | ---- | ---- |
| 1 | 4   | Anna Holmlund | SWE  | Q    |
| 2 | 1   | Kelsey Serwa  | CAN  | Q    |
| 3 | 13  | Katrin Ofner  | AUT  |      |
| 4 | 16  | Fanny Smith   | SUI  |      |

Heat 2
| # | Bib | Naam              | Land | Opm. |
| - | --- | ----------------- | ---- | ---- |
| 1 | 3   | Marielle Thompson | CAN  | Q    |
| 2 | 2   | Ophélie David     | FRA  | Q    |
| 3 | 11  | Katya Crema       | AUS  |      |
| 4 | 10  | Sandra Näslund    | SWE  | DNF  |

### Finale
Grote finale
| #      | Bib | Naam              | Land | Opm. |
| ------ | --- | ----------------- | ---- | ---- |
| Goud   | 3   | Marielle Thompson | CAN  |      |
| Zilver | 1   | Kelsey Serwa      | CAN  |      |
| Brons  | 4   | Anna Holmlund     | SWE  |      |
| 4      | 2   | Ophélie David     | FRA  | DNF  |

Kleine finale
| # | Bib | Naam           | Land | Opm. |
| - | --- | -------------- | ---- | ---- |
| 5 | 10  | Sandra Näslund | SWE  |      |
| 6 | 13  | Katrin Ofner   | AUT  |      |
| 7 | 11  | Katya Crema    | AUS  |      |
| 8 | 16  | Fanny Smith    | SUI  |      |